# Fini
|  | Denne artikel er oprettet af botten PalnaBot ud fra en ekstern database. Den kan derfor have sproglige fejl eller mangler. Denne skabelon kan fjernes efter kontrol af indholdet. |

Fini er en portrætfilm fra 2010 instrueret af Jacob Schulsinger efter eget manuskript.

## Handling
Det er nok kun familie, der får lov at tage kameraet med helt ind i soveværelset for at fange dét øjeblik, hvor bedstefar Fini slår øjnene op. Det har Jacob Schulsinger gjort, og indrammer således sin personlige portrætfilm med dagens naturlige cyklus. Fini har det godt, men han er begyndt at miste hukommelsen, og selv de mest indgroede rutiner kan være svære at huske - har han allerede fået en kop te, børstet tænder eller spillet bordtennis i løbet af dagen? Vi følger Fini og hans hustru gennem dagens sysler og hans obligatoriske besøg i Pilehuset, et aktivitetscenter for ældre. Bedstemor spiller en mindre, men alligevel altafgørende rolle som rygrad for både manden og filmen. Hver en scene med Fini er uvurderlig, fra han kærligt men bestemt tvinges op af sengen om morgenen, men leger tumling de første tre minutter, til barberscenens grove grimasser og hans lune glimt i øjet.